# هرکس (دهانه)
هرکس یک دهانه برخوردی در ماه‌ است.

## دهانه‌های اقماری
این دهانه ۲ دهانه اقماری دارد.
| Horrocks | عرض جغرافیایی | طول جغرافیایی | قطر         |
| -------- | ------------- | ------------- | ----------- |
| U        | ۳.۲° S        | ۴.۸° E        | ۴.۰ کیلومتر |
| M        | ۴.۰° S        | ۷.۶° E        | ۵.۰ کیلومتر |